# Lijst van vlaggen van Noord-Macedonische gemeenten
Dit artikel bevat een lijst van vlaggen van Noord-Macedonische gemeenten.  Noord-Macedonië telt 84 gemeenten, inclusief Groot-Skopje.

Aračinovo
Berovo
Bitola
Bogdanci
Bogovinje
Bosilovo
Brvenica
Čaška
Centar Župa
Češinovo-Obleševo
Čučer-Sandevo
Debar
Debarca
Delčevo
Demir Hisar
Demir Kapija
Dojran
Dolneni
Drugovo
Gevgelija
Gostivar
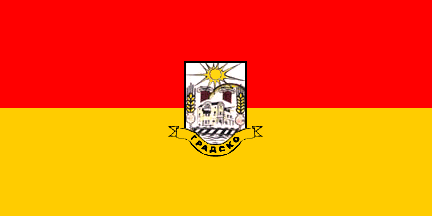
Gradsko
Ilinden
Jegunovce
Karbinci
Kavadarci
Kičevo
Kočani
Konče
Kratovo
Kriva Palanka
Krivogaštani
Kruševo
Kumanovo
Lipkovo
Lozovo
Makedonska Kamenica
Makedonski Brod
Mavrovo en Rostuša
Mogila
Negotino
Novaci
Novo Selo
Ohrid
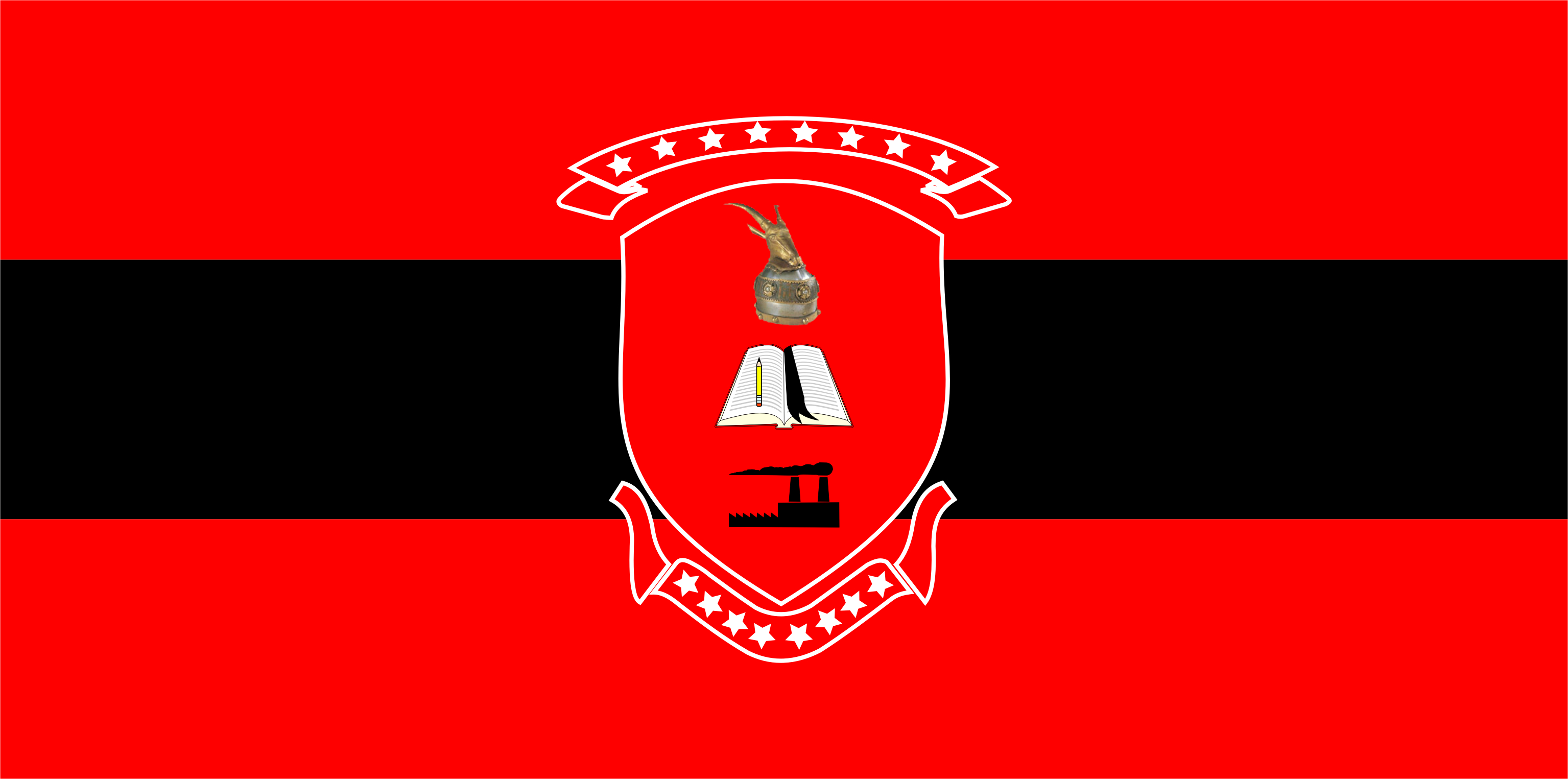
Oslomej
Pehčevo
Petrovec
Plasnica
Prilep
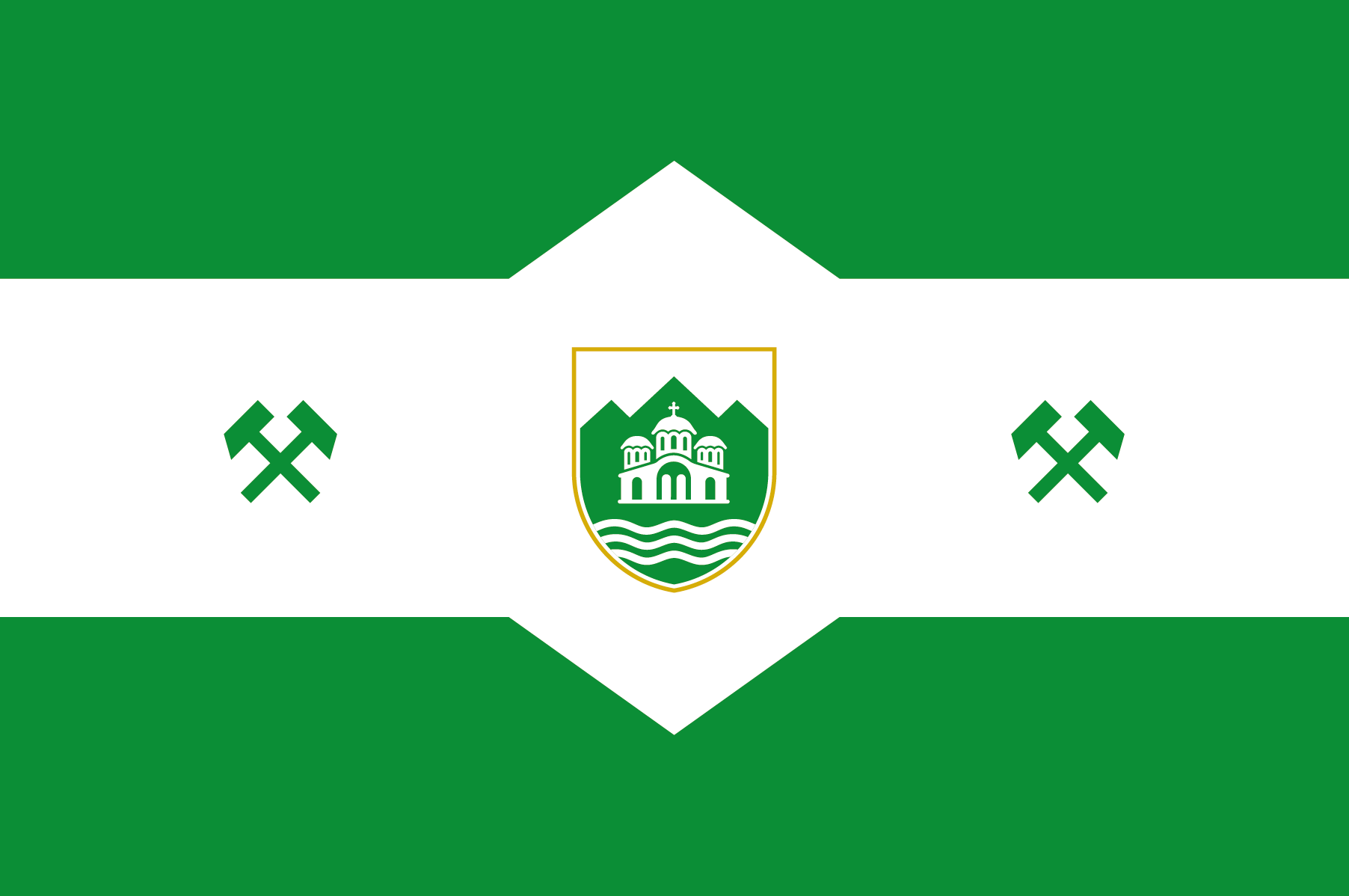
Probištip
Radoviš
Rankovce
Resen
Rosoman
Groot-Skopje
Skopje-Aerodrom
Skopje-Butel
Skopje-Centar
Skopje-Čair
Skopje-Gazi Baba
Skopje-Gorče Petrov
Skopje-Karpoš
Skopje-Kisela Voda
Skopje-Saraj
Skopje-Šuto Orizari
Sopište
Staro Nagoričane
Štip
Struga
Strumica
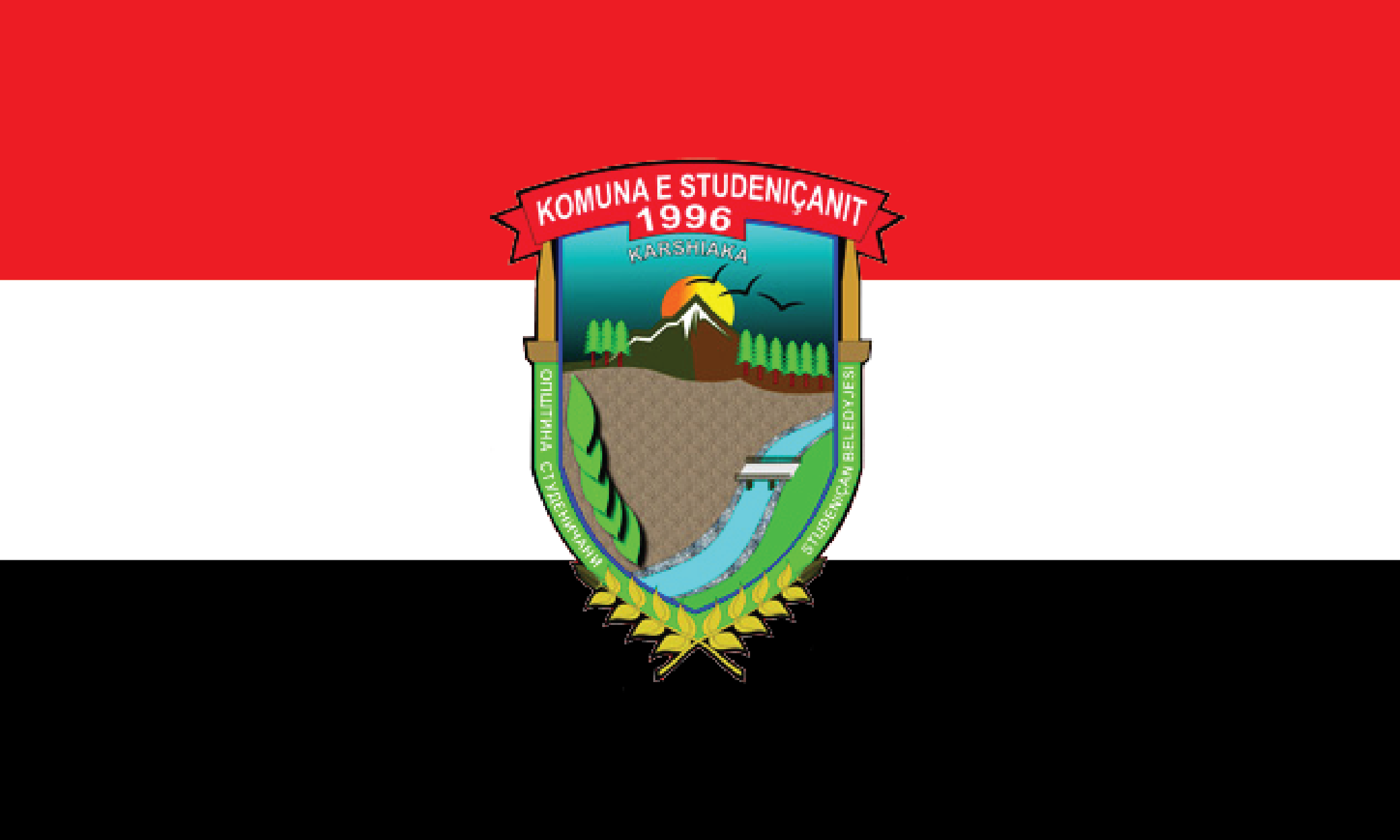
Studeničani
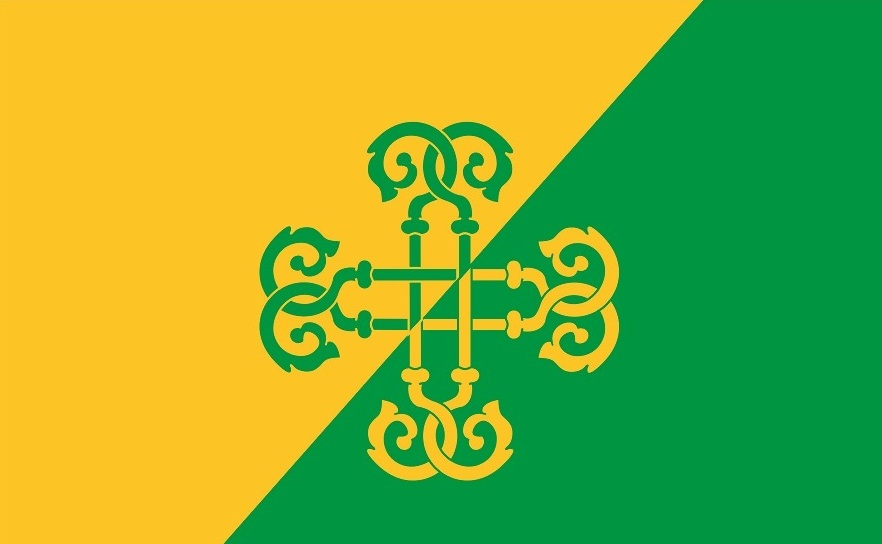
Sveti Nikole
Tearce
Tetovo
Valandovo
Vasilevo
Veles
Vevčani
Vinica
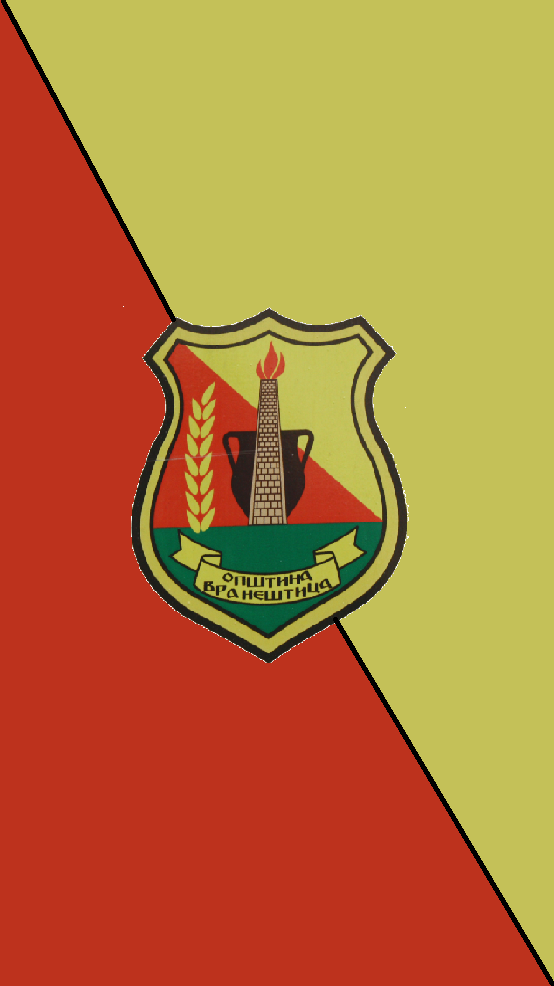
Vraneštica
Vrapčište
Zajas
Zelenikovo
Želino
Zrnovci